# هتل آرمنیا مرییات ایروان
هتل آرمنیا مرییات ایروان (ارمنی: Արմենիա Մարիոթ Հյուրանոց Երևան) یک هتل پنج ستاره در شهر ایروان، ارمنستان است.
این هتل که در سال ۱۹۵۸ در دوران حکومت شوروی با نام هتل آرمنیا تأسیس شده، پس از فروپاشی شوروی این هتل خصوصی‌سازی شده در سال ۱۹۹۸ بازسازی عمده شده و در سال ۱۹۹۹ با مالکیت گروه هتل‌های بین‌المللی ماریوت با نام هتل آرمنیا مرییات ایروان بازگشایی شد.